# Ladislav Kobsinek
Ladislav Kobsinek (25. září 1903 Bystřice nad Pernštejnem – 1988) byl československý voják a člen Národní obce fašistické.

## Život
V čs. armádě dosáhl hodnosti poručíka u 43. pěšího pluku v Brně, ale pro své fašistické názory byl z armády propuštěn. Poté se nějakou dobu léčil v psychiatrické léčebně.
Nejvíce je ale znám jako vůdce neúspěšného fašistického puče v Brně 21.–22. ledna 1933 (tzv. Židenického puče). Už během puče, kdy bylo jasné, že nebude úspěšný, odjel z města přes Vídeň do Jugoslávie a poté do Rumunska. Zdejší úřady ho ale vydaly zpět Československu. Ještě téhož roku (1933) se konal soud s účastníky puče a L. Kobsinek byl Státním soudem odsouzen na 6 let. Po dovolání veřejného žalobce mu Nejvyšší soud v roce 1934 trest zvýšil na 12 let.
V roce 1939, kdy byl propuštěn, vstoupil do organizace Vlajka a byl velitelem jejích Svatoplukových gard. V roce 1944 získal německé občanství. Po válce byl odsouzen na 12 let za kolaboraci a po propuštění v roce 1957 byl státními úřady odsunut do Spolkové republiky Německo, kde na konci 80. let zemřel.